# Phrantela
Phrantela là một chi ốc nước ngọt nhỏ, động vật thân mềm chân bụng có mài sống trong môi trường nước ngọt trong họ Hydrobiidae.

## Các loài
Các loài thuộc chi Phrantela bao gồm:
- Phrantela annamurrayae
- Phrantela conica
- Phrantela kutikina
- Phrantela pupiformis
- Phrantela richardsoni
- Phrantela umbilicata